# 阿尔内·迈尔
阿尔内·迈尔（德語：Arne Maier，德語發音：[ˈʔaɐ̯nə ˈmaɪ̯ɐ]，1999年1月8日—）是一位德国足球运动员，現效力於德甲俱乐部奧格斯堡，于场上司职中场。

## 足球生涯

### 俱乐部生涯
迈尔自幼是在路德维希斯费尔德开始其足球生涯，至2007年才转投柏林赫塔的青训营。
2017年5月13日，迈尔完成德甲首秀：在客场以2比0战胜达姆施塔特98的比赛中，他于第90分钟替换登场。这也是他在当季参加的唯一一场职业比赛。迈尔随即与赫塔签订了一份职业合同，该合同于2018年2月获续签至2022年。至2017-18赛季，迈尔共参加了17场德甲联赛。此外，它在赫塔二队也有5次出场、在19岁以下梯队也出场了4次，并随队夺得当季德国U-19足球锦标赛的冠军。

### 国家队生涯
迈尔自15岁开始经历了德国足协所有年龄段的青年队。其中他在2018年曾跟随U19梯队杀入在芬兰举行的2018年欧洲U-19足球锦标赛决赛圈，并取代成为场上队长。2018年，时年19岁的迈尔在对阵墨西哥的比赛中首次代表德国U21上阵。在2019年歐洲U-21足球錦標賽上，迈尔随队加冕欧洲亚军，他在赛事期间共出场三次并射入1球。

### 荣誉及奖项
- 德国U-19足球锦标赛冠军：2018年
- 弗里茨·瓦尔特奖：U17组铜奖（2016年）、U19组银奖（2018年）